# Parafia Najświętszego Sakramentu w Dobrym Lesie
Parafia pw. Najświętszego Sakramentu w Dobrym Lesie – rzymskokatolicka parafia należąca do dekanatu Łomża – św. Brunona, diecezji łomżyńskiej, metropolii białostockiej.

## Historia
Parafia została erygowana w 1918 przez biskupa łomżyńskiego Romualda Jałbrzykowskiego. Wydzielono ją z terenu parafii Zbójna. Do parafii dołączono wsie Rudka-Skroda i Piasutno Żelazne z parafii Łosewo.
W marcu 1919 w prywatnym domu w Dobrym Lesie wierni zorganizowali kaplicę. Od 30 marca 1919 zamieszkał tu kapłan. W maju 1919 gospodarze z Dobrego Lasu wydzielili plac pod kościół, cmentarz i zabudowania parafialne. Wybrano miejsce zwane Górką Kulasowizna. W maju 1919 miejsce wizytował bp Romuald Jałbrzykowski. Kościół drewniany budowano od lipca 1919 staraniem ks. Wacława Budrewicza. W 1920 pobłogosławienia świątyni dokonał bp Romuald Jałbrzykowski.
Krótko po założeniu parafii wydzielono cmentarz grzebalny. Położony jest na wzgórzu ok. 100 m od kościoła.
W 1925 parafia, przypisana do dekanatu kolneńskiego, liczyła 1325 wiernych. W 1935 działało Katolickie Stowarzyszenie Młodzieży Męskiej (15 członków) i Katolickie Stowarzyszenie Młodzieży Żeńskiej (10 członkiń).
Murowaną plebanię wystawiono 1991 dzięki staraniom ks. proboszcza Andrzeja Garbulewskiego.
W parafii obchodzone są odpusty: w uroczystość Bożego Ciała, w uroczystość Matki Bożej Częstochowskiej 26 sierpnia i w uroczystość apostołów Piotra i Pawła 29 czerwca.
W czerwcu 2019 parafia świętowała stulecie. Wydano broszurę pt. 100-lecie Parafii pw. Najświętszego Sakramentu w Dobrym Lesie opracowaną przez Edytę Krzynówek i Aldonę Dąbkowską.
W 2021 zakończono budowę stacji drogi krzyżowej. Ulokowano je wokół kościoła. Drzewo do figur podarował jeden z parafian. Stacje w formie kapliczek słupowych przypominających barcie zwieńczono daszkami z odnalezionych po 75 latach kościelnych dachówek, które w czasie II wojny światowej ukradli Niemcy. Rzeźby umieszczone w kapliczkach sfinansowano dzięki internetowej zbiórce i wsparciu darczyńców z parafii. Droga krzyżowa powstała z inicjatywy proboszcza ks. Krzysztofa Górskiego przy wsparciu parafian.
Przed kościołem stoi tablica informacyjna z historią parafii i krzyż misyjny.

## Duszpasterze
Lista proboszczów
- ks. Jan Przybiński (1923–1925)
- ks. Franciszek Mocarski (1925–1940)
- ks. Wincenty Bogacki (1945–1950)
- ks. Jan Jószkowski (1950–1971)
- ks. Czesław Roszkowski (1971–1977)
- ks. Franciszek Pogorzelski (1977–1978)
- ks. Henryk Budny (1978–1988)
- ks. Andrzej Garbulewski (1988–1992)
- ks. Tadeusz Podbielski (1992–1999)
- ks. Waldemar Wojciechowicz  (1999–2016)
- ks. Krzysztof Górski[2]  (2016–obecnie).

Lista powołań kapłańskich z obszaru parafii
- ks. Janusz Dymek (2001)
- ks. Robert Zabielski (2010).

## Obszar parafii
W granicach parafii znajdują się miejscowości (podano odległość do kościoła parafialnego):
- Dobry Las
- Piasutno Żelazne (1 km)
- Poredy (5 km)
- Rudka-Skroda (4 km)
- Siwiki (8 km)[1][2].